# Naturschutzgebiet Schäfers Schlade
Das Naturschutzgebiet Schäfers Schlade mit einer Größe von 2,5 ha liegt südöstlich von Nordenau im Stadtgebiet von Schmallenberg. Das Gebiet wurde 2008 mit dem Landschaftsplan Schmallenberg Südost durch den Hochsauerlandkreis als Naturschutzgebiet (NSG) ausgewiesen. 

## Gebietsbeschreibung
Beim NSG handelt es sich um einen Talbereich mit Grünland. Das Grünland ist teilweise brach gefallen. 

## Pflanzenarten im NSG
Im NSG kommen seltene Tier- und Pflanzenarten vor. Auswahl durch das Landesamt für Natur, Umwelt und Verbraucherschutz Nordrhein-Westfalen dokumentierter Pflanzenarten: Ährige Teufelskralle, Echter Baldrian, Echtes Mädesüß, Echtes Springkraut, Eichenfarn, Fuchssches Greiskraut, Geflecktes Knabenkraut, Gegenblättriges Milzkraut, Kleiner Baldrian, Kletten-Labkraut, Kuckucks-Lichtnelke, Mittleres Hexenkraut, Schlangen-Knöterich, Sumpf-Dotterblume, Sumpf-Labkraut, Sumpf-Pippau, Sumpf-Vergissmeinnicht und Waldmeister.

## Schutzzweck
Das NSG soll den Grünlandbereich mit seinem Arteninventar schützen.
Wie bei allen Naturschutzgebieten in Deutschland wurde in der Schutzausweisung darauf hingewiesen, dass das Gebiet „wegen der Seltenheit, besonderen Eigenart und Schönheit des Gebietes“ zum Naturschutzgebiet wurde.